# Powłocznica cielista

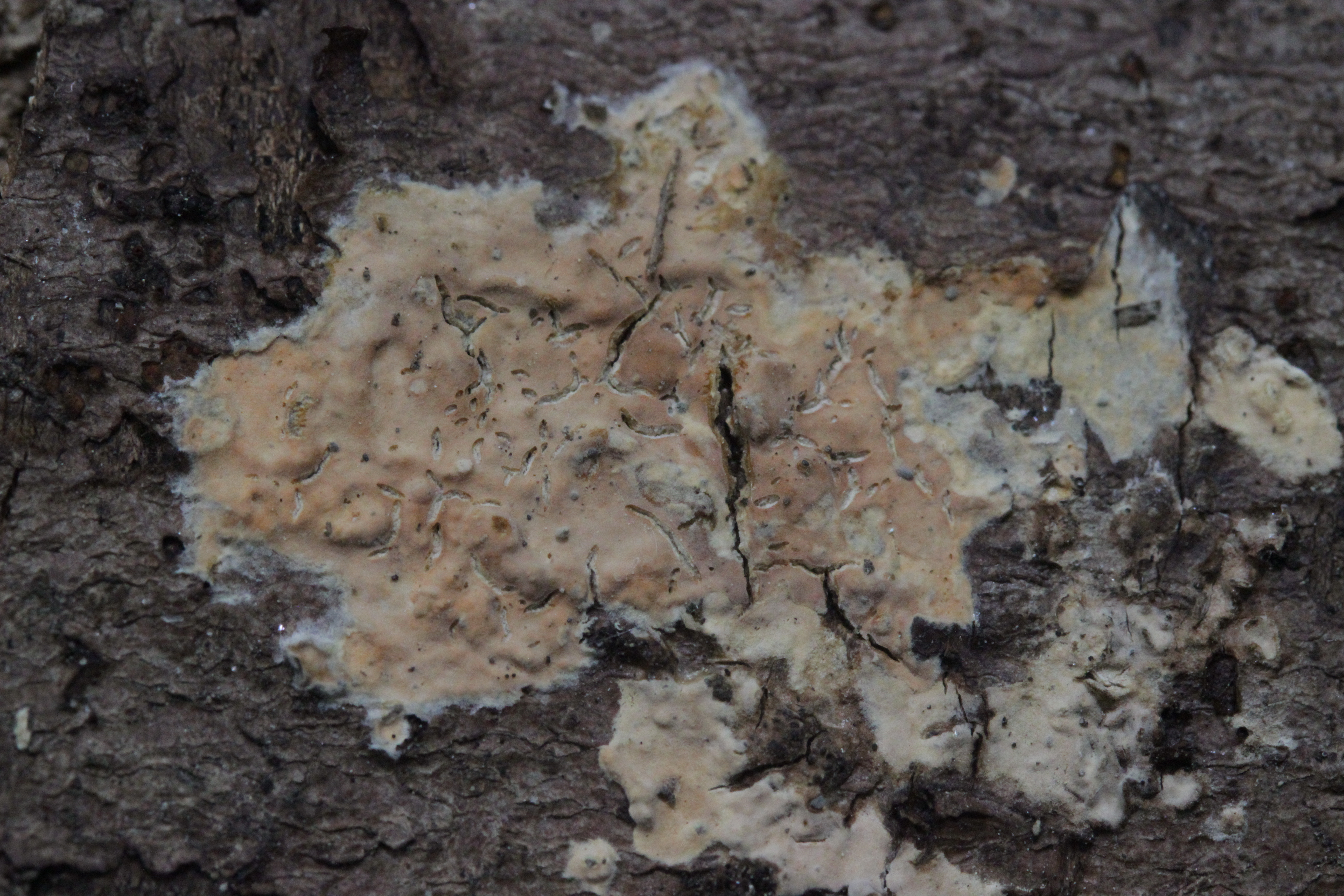

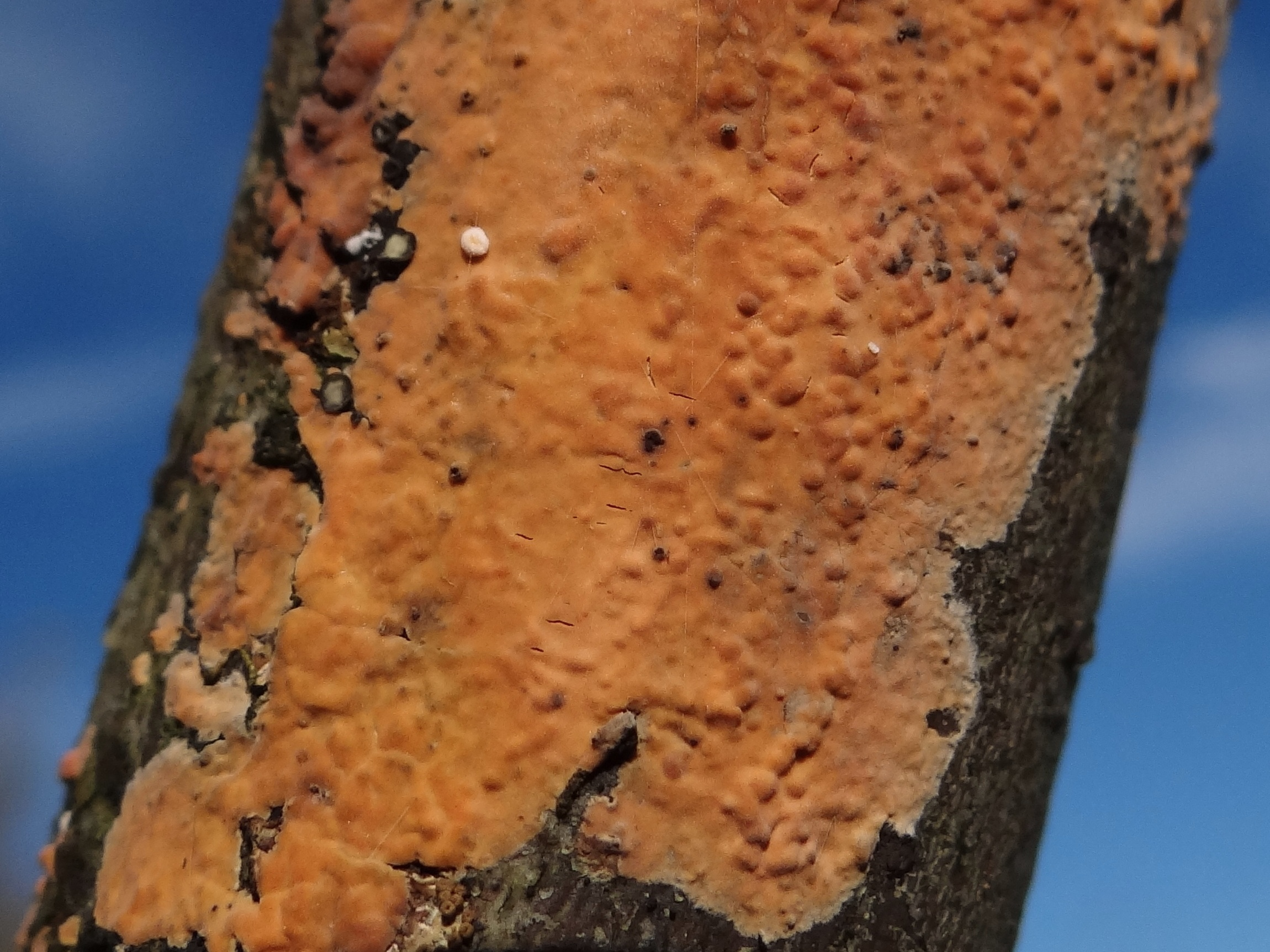

Powłocznica cielista (Peniophora incarnata (Pers.) P. Karst.) – gatunek grzybów należący do rodziny powłocznicowatych (Peniophoraceae).

## Systematyka i nazewnictwo
Pozycja w klasyfikacji według Index Fungorum: Peniophoraceae, Russulales, Incertae sedis, Agaricomycetes, Agaricomycotina, Basidiomycota, Fungi.
Po raz pierwszy takson ten zdiagnozował w 1801 r. Christian Hendrik Persoon, nadając mu nazwę Thelephora incarnata. Obecną, uznaną przez Index Fungorum nazwę nadał mu w 1889 r. Petter Karsten. Niektóre synonimy naukowe:

- Corticium aemulans (P. Karst.) Bres. 1903
- Corticium incarnatum (Pers.) Fr. 1838
- Gloeocystidium aemulans (P. Karst.) Bres. ex Höhn. & Litsch. 1906
- Gloeocystidium incarnatum (Pers.) S. Ito 1955
- Gloeopeniophora incarnata (Pers.) Höhn. & Litsch. 1907
- Kneiffia incarnata (Pers.) Bres. 1903
- Peniophora aemulans P. Karst. 1889
- Terana incarnata (Pers.) Kuntze 1891
- Thelephora fallax Pers. 1801
- Thelephora fallax var. fallax Pers. 1801
- Thelephora incarnata Pers. 1801
- Thelephora incarnata var. incarnata Pers. 1801[2].

Nazwę polską podali Barbara Gumińska i Władysław Wojewoda w 1968 r. W polskim piśmiennictwie mykologicznym gatunek ten opisywany był też pod nazwami: pleśniak cielisty i powłocznik cielisty.

## Morfologia
Owocnik
Jednoroczny, całą powierzchnią przyrośnięty do podłoża, płasko rozpostarty, o grubości 0,1–0,3 mm. W stanie świeżym powierzchnia gładka, woskowata, barwy pomarańczowej (czasami fioletowawo-czerwonawej). Po wyschnięciu owocnik przybiera ochrowy odcień. U młodych owocników brzeg jest jaśniejszy (białawy lub żółtawy) i lekko włóknisty.
Cechy mikroskopowe
Strzępki bezbarwne, o grubości 3–5 μm, ze sprzążkami na przegrodach. Są gęsto zbite. Gloeocystydy liczne, cienkościenne. W ich cytoplaźmie występują liczne krople i ziarnistości o żółtobrązowej barwie. Niektóre gloeocystydy są bardzo duże – wyrastają od podstawy owocnika aż do podstawek. Cystydy w różnej liczbie, czasami jest ich kilka, czasami są liczne. Mają rozmiar 30–60 × 7–12 μm, są wąsko stożkowate i inkrustowane zarówno w środku, jak i na zewnątrz (u młodych cystyd brak inkrustacji). Podstawki mają rozmiar 30–35 × 5–6 μm, są wąsko zgrubiałe i w stanie dojrzałym wystające z hymenium. Zarodniki cylindryczne lub eliptyczne, o wymiarach 8–10(12) ×3,5–5 μm, gładkie, bezbarwne. Wysyp zarodników jest barwy jasnoczerwonej.

## Występowanie
Występowanie Peniophora incarnata potwierdzono w Australii, Austrii, Danii, Estonii, Finlandii, Islandii, Hiszpanii, Holandii, Francji, Kanadzie, Kubie, Maroku, Meksyku, Niemczech, Norwegii, Nowej Zelandii, Portugalii, Słowenii, Stanach Zjednoczonych, Szwecji, Szwajcarii, Wielkiej Brytanii, Włoszech i Wyspach Owczych. W Polsce jest bardzo pospolity.
Rozwija się przeważnie na drewnie (pniakach, opadłych gałęziach) drzew liściastych, rzadziej iglastych, w lasach, parkach i zaroślach.

## Gatunki podobne
- tarczówka bezkształtna (Aleurodiscus amorphus), rosnąca na korze jodeł (Abies sp.), czasami świerków (Picea sp.)
- powłocznica olszy zielonej (Peniophora aurantiaca), rosnąca na olszy zielonej (Alnus viridis)
- powłocznica popielata (Peniophora cinerea)
- powłocznica olszowa (Peniophora erikssonii), rosnąca na olszy szarej (Alnus incana) i czarnej (Alnus glutinosa)
- powłocznica grabowa (Peniophora laeta), rosnąca na grabach (Carpinus sp.)
- powłocznica jesionowa (Peniophora limitata), rosnąca na gałęziach jesionów (Fraxinus sp.)
- powłocznica jodłowa (Peniophora piceae), rosnąca na jodłach (Abies sp.)
- powłocznica sosnowa (Peniophora pini), rosnąca na korze sośnie zwyczajnej (Pinus sylvestris)
- powłocznica osikowa (Peniophora polygonia), rosnąca na gałęziach topoli osiki (Populus tremula)
- powłocznica dębowa (Peniophora quercina), rosnąca na dębach (Quercus sp.)
- powłocznica lipowa (Peniophora rufomarginata)
- powłocznica wierzbowa (Peniophora violaceolivida), rosnąca na gałęziach wierzb (Salix sp..)